# Mac OS (Apple)

Schriftzug des klassischen Mac OS

„Mac OS“ [mæk oʊˈɛs] ist ein Markenname, den Apple seit Januar 1997 für Betriebssysteme der hauseigenen Macintosh-Rechner nutzt. Ab 1998 wurde der „Macintosh“ auch offiziell mit „Mac“ abgekürzt. Der Begriff ist abgeleitet von Macintosh Operating System – eine Bezeichnung, die so niemals verwendet wurde.
Der Begriff bezeichnet einerseits das klassische Mac OS, das kontinuierlich seit der System Software von 1984 weiterentwickelt wurde, jedoch ab Anfang der 1990er als technisch überholt galt.
Andererseits findet sich die Bezeichnung auch bei Mac OS X, dem ab 1998 aus Rhapsody weiterentwickelten Unix-Betriebssystem, das ab 2001 das klassische Mac OS ersetzte. 2012 wurde es in OS X umbenannt – bereits 2011 wurde Mac OS X Lion (Version 10.7) als „OS X“ ohne „Mac“ beworben. Seit 2016 ist macOS der Name dieser Desktop-Betriebssystemlinie (macOS Sierra, Version 10.12), ohne Leerzeichen und mit klein geschriebenem „m“ – entsprechend dem Namensschema der übrigen, abgeleiteten Systeme iOS, tvOS, watchOS und iPadOS. Die Server-Version basiert jeweils auf der Desktop-Version und folgt deren Bezeichnung.

## Geschichte
Ab 1996 wurde mit Mac OS 7.6 das ursprünglich 1984 erschienene Macintosh-Betriebssystem erstmals unter diesem Namen veröffentlicht. Das 1984 mit dem Macintosh 128k erstmals veröffentlichte „System 1.0“ hatte das um einige moderne Funktionen reichere Betriebssystem Lisa OS als Vorbild, das für den vorangegangenen, wirtschaftlich erfolglosen Rechner Apple Lisa entwickelt worden war. Die Mac-OS-Linie wurde in den Jahren 1984–2002 auf Macintosh- und Mac-Computern und -Laptops ausgeliefert, als Gratis-Upgrade vertrieben sowie teilweise einzeln verkauft. 1984 hatte es einfach „System“ geheißen; es wurde ab 1987 in seiner Gesamtheit auch als „Macintosh System Software“ bezeichnet.
Zu Beginn der 1990er galt es nach System 6 mit dem nur teilweise modernisierbaren System 7 mehr und mehr als technisch veraltet, und Apple versuchte, ein von Grund auf neues aber kompatibles Betriebssystem zu schreiben. Als dies jedoch auch 1996 noch nicht fertig war, wurde das klassische „System“ in „Mac OS“ umbenannt und mit Technologien des unvollendeten Copland-Projekts verbessert, während gleichzeitig am zugekauften Betriebssystem OPENSTEP gearbeitet wurde. Seit 1999 wird es auch als „Mac OS Classic“ – „klassisches Mac OS“ – bezeichnet, um es vom eigenständig entwickelten Nachfolger Mac OS X zu unterscheiden.
Ende 1996 beschloss Apple den Kauf der von Steve Jobs gegründeten Firma NeXT mitsamt modernem Unix-Betriebssystem OPENSTEP, der im Januar 1997 über die Bühne ging. Bei Apple wurde das neue Betriebssystem bis 1998 unter dem Namen Rhapsody weiterentwickelt und sollte einerseits das klassische Mac OS komplett ersetzen als auch auf Computern laufen, die nicht von Apple selbst stammten, etwa IBM-kompatiblen PCs. Rhapsody nutzte die von OPENSTEP bekannte neue Programmierschnittstelle „Yellow Box“ (umbenannt von OpenStep) und bot moderne Betriebssystemfunktionen wie Speicherschutz und präemptives Multitasking. Klassische Macintosh-Programme wurden in der neu entwickelten Blue Box ausgeführt, konnten dadurch jedoch nicht von den modernen Funktionen Gebrauch machen.

### Sanfter Übergang
Auf der WWDC 1998 wurde die Verschmelzung vom klassischen Mac OS (damals Mac OS 8.1) und Rhapsody zu Mac OS X (gesprochen „Mac OS ten“, also Mac OS Zehn) bekannt gegeben. Die Strategie sah eine exklusive Verfügbarkeit für Apple-Computer vor und beinhaltete die Weiterentwicklung von Mac OS 8 (ab 1999 auch Mac OS 9) sowie die Integration der Macintosh-Programmierschnittstelle, soweit möglich, in das moderne Betriebssystem Mac OS X. Diese wurde „Carbon“ genannt und bildete mit 6.000 der rund 8.000 Funktionen einen Großteil der bestehenden Schnittstelle ab. Dies erlaubte es für die Macintosh-Plattform unverzichtbaren Drittherstellern von Anwendungsprogrammen, ihre Produkte sowohl für das klassische Mac OS als auch für das kommende Mac OS X anzubieten, da der Portierungsaufwand bestehender Programmteile auf Carbon weit geringer war als jener auf die neue Programmierschnittstelle „Yellow Box“, die unter Mac OS X in Cocoa umbenannt wurde. Carbon hingegen wurde in Form der CarbonLib auch auf Mac OS ab Version 8.1 rückportiert – das erlaubte mit „carbonisierten Anwendungen“ (englisch carbonized applications) die native Ausführung von ein und demselben Programm sowohl unter Mac OS Classic als auch unter Mac OS X.
Mac OS X war ursprünglich bereits für 1999 geplant, erschien jedoch erst 2001. Mac OS 9, das letzte klassische Mac OS, wurde danach nicht mehr weiterentwickelt. Um den Übergang zum neuen Betriebssystem so sanft wie möglich zu gestalten, wurde auch die Blue Box, nun umbenannt in Classic-Umgebung, verbessert, sodass klassische Programme direkt auf der mit Mac OS X eingeführten Aqua-Oberfläche als Fenster dargestellt wurden.
Mac OS X vereinte somit zu Beginn „das Beste aus beiden Welten“ – mit Carbon war es möglich, Anwendungsprogramme wie Adobe Photoshop und Microsoft Office relativ schnell auf Mac OS X zu portieren. Auch Apple selbst übernahm Teile des Finder, iTunes und QuickTime anfangs aus dem klassischen Mac OS. Um externe Entwickler zu überzeugen, wurde der Finder sogar mit Ideen aus dem NeXTStep/OPENSTEP Workspace Manager in Carbon erweitert. Dennoch war Cocoa die zukunftsträchtige Programmierschnittstelle; und nach und nach wurden die meisten Programme von Carbon dorthin portiert, schließlich auch der Finder in Mac OS X Snow Leopard (2009) und die Adobe Creative Suite in Version 5 (2010).
Aus Mac OS X wurde ab 2005 auch das auf iPod, iPhone und iPad laufende iOS entwickelt; später auch tvOS für das Apple TV und watchOS für die Apple Watch.
Nach 2007 und nach der Umstellung von der PowerPC- auf die Intel-x86-Prozessorarchitektur verschwand die offizielle Unterstützung für klassisches Mac OS, denn außer Carbon, das noch bis macOS Mojave (Version 10.14, veröffentlicht 2018) im Betriebssystem vorhanden war, verblieb keine Komponente in Mac OS X, die mit klassischem Mac OS direkt in Verbindung steht. Auf den abgeleiteten Varianten iOS, tvOS und watchOS fehlte Carbon von Anfang an. Die Programmierschnittstelle des klassischen Mac OS wurde bereits seit 2007 nicht mehr weiterentwickelt, daher auch nicht auf 64 Bit portiert, und Carbon-Anwendungen blieben folglich auf 32 Bit beschränkt. In macOS Catalina (Version 10.15, veröffentlicht 2019), das als reines 64-Bit-System keine 32-Bit-Anwendungen mehr ausführen kann, wurde Carbon und damit auch das letzte Überbleibsel von klassischem Mac OS aus Mac OS X (nunmehr macOS) entfernt. So markiert die Umbenennung von „Mac OS X“ in „OS X“ 2011 und schließlich in „macOS“ 2016 das sichtbare Ende der Übergangsphase. Mit Cocoa wurzelt macOS, iOS, tvOS und watchOS auf der mit NeXTStep entwickelten Programmierschnittstelle OpenStep, und gemeinsam mit neuen Entwicklungen wie Swift ermöglichen diese modernen Schnittstellen und Frameworks das Programmieren auf allen aktuellen Apple-Plattformen.

## Markenbezeichnung „Mac OS“
Mac OS ist ein eingetragenes Markenzeichen, das GUI-basierende Betriebssysteme der Apple Inc. (zuvor Apple Computer Inc.) für deren Macintosh-Computersysteme bezeichnet.
System 7.5.1 (1995) war die erste Version mit dem bekannten Mac-OS-Logo, das von da an den „Picasso“-Macintosh ersetzte und wie dieser beim Hochfahren angezeigt wird. Das Symbol ersetzt gleichzeitig unter Mac OS X auch jenes des Finder. Der Name „Mac OS“ wurde erstmals mit Version 7.6 (1997) auch für das Betriebssystem selbst verwendet – dieser wurde von da an bei allen klassischen Mac-OS-Versionen unterhalb des Symbols beim Startbildschirm hingeschrieben. Unter Mac OS X 10.0 (2001) wurde beim Hochfahren hingegen wieder das altbekannte Happy-Mac-Symbol verwendet. Ab Mac OS X 10.2 (2002) wird ein graues Apple-Logo gezeigt.

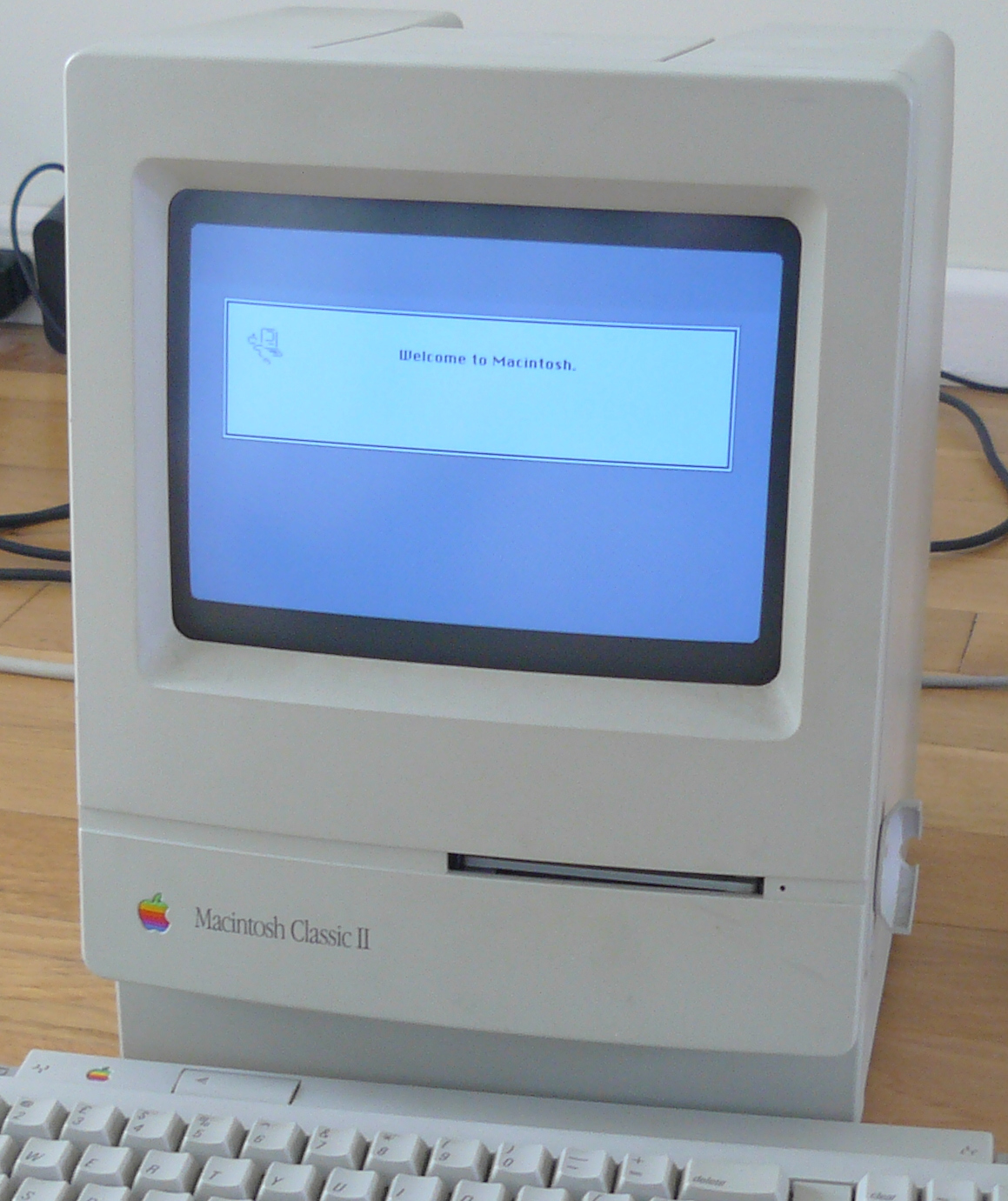
Startbildschirm mit Logo im „Picasso-Stil“ auf einem Macintosh Classic II
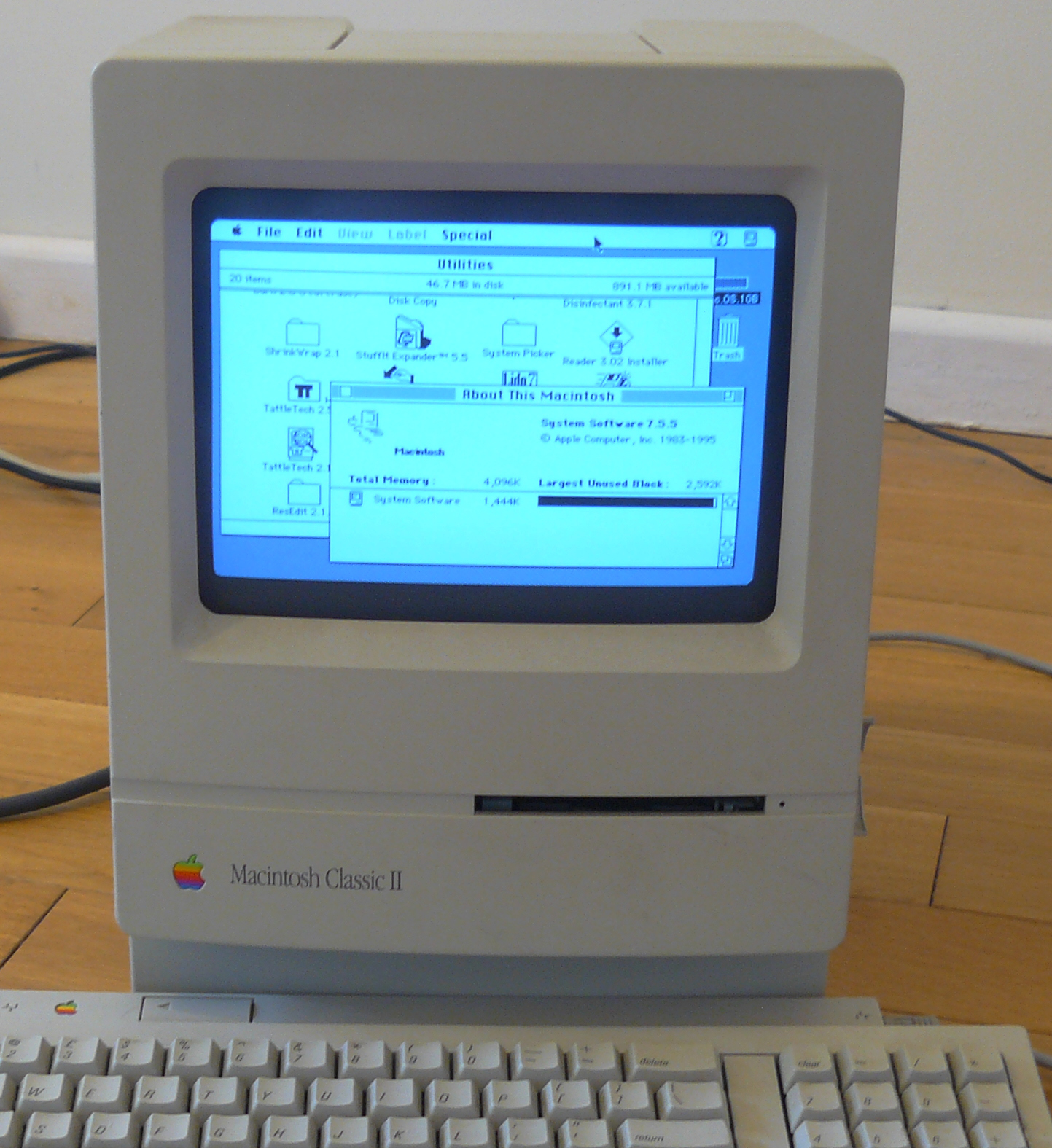
Das Logo im „Picasso-Stil“, hier unter Mac OS 7.5.5 im „About This Macintosh“-Fenster, wurde bis Mac OS 7.5 beim Systemstart angezeigt
Logo und „Mac OS“-Schriftzug ab Mac OS 7.5.1/7.6; unter Mac OS X wurde das Logo (ohne Schriftzug) für den Finder verwendet
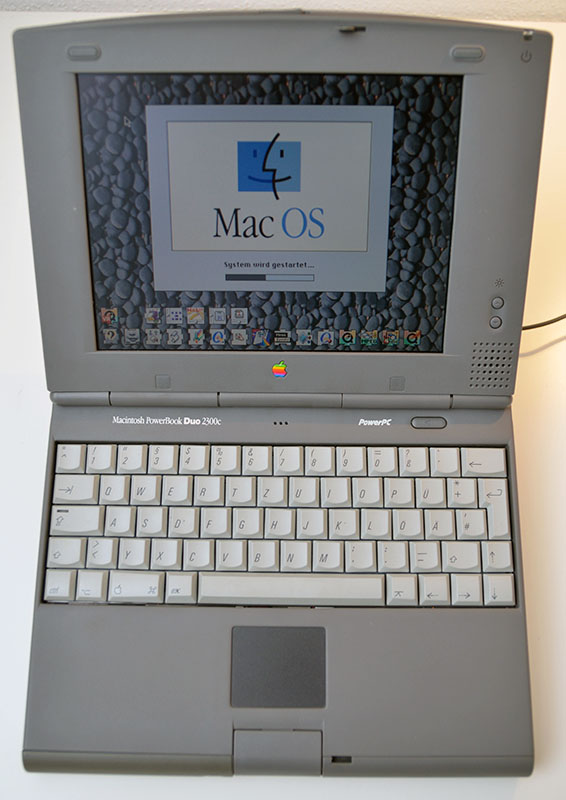
Startbildschirm des klassischen Mac OS auf einem PowerBook Duo 2300c
Der „Happy Mac“ war das Startsymbol unter Mac OS X bis Version 10.1
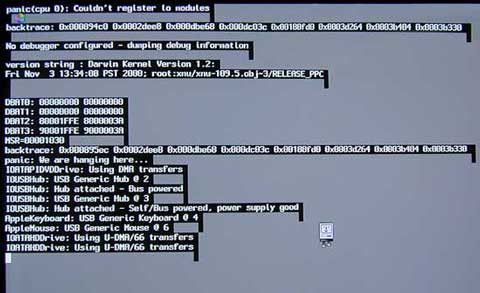
Kernel panic unter Mac OS X 10.0/10.1; dahinter ist der „Happy Mac“ zu sehen (Bildschirmmitte, aber nicht Bildmitte)
Start-Logo seit Mac OS X 10.2
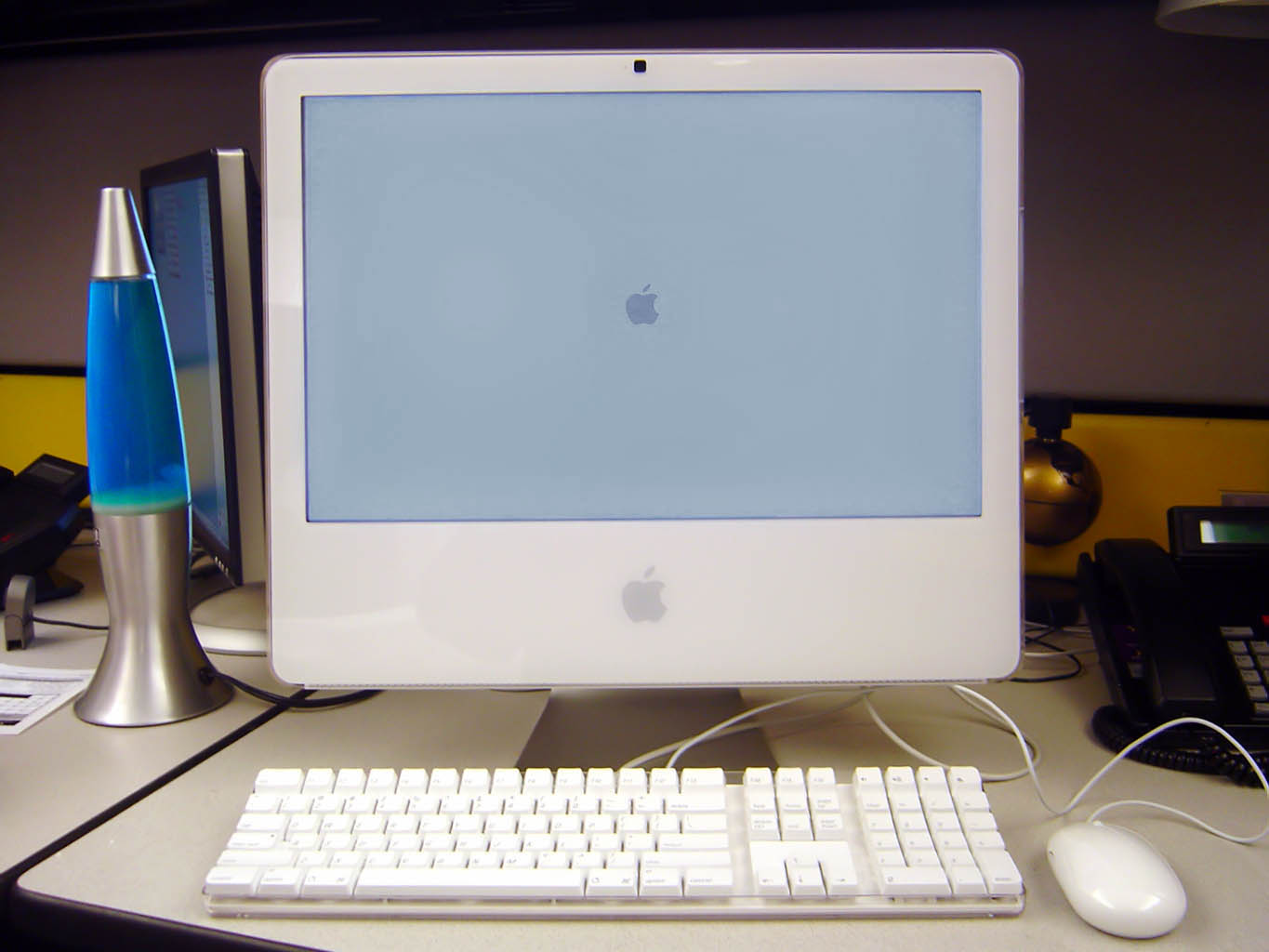
iMac mit dem grauen Logo beim Start
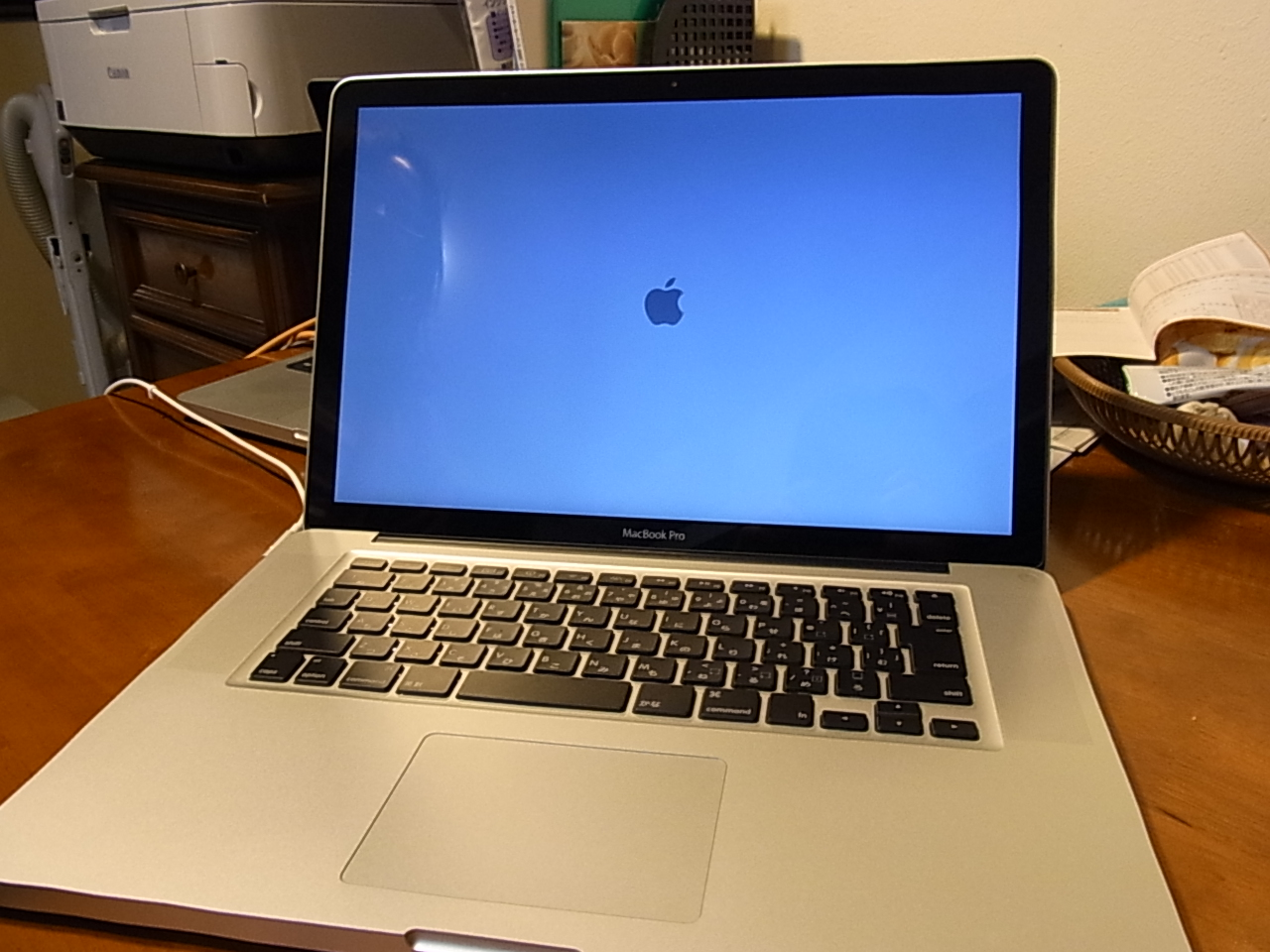
MacBook Pro beim Systemstart mit grauem Logo

Betriebssysteme, die den Namen „Mac OS“ tragen:
- Mac OS 7.6: Aktualisierung für System 7.5, Funktionen aus dem Projekt Copland übernommen; benötigt mindestens einen Motorola-68030-Prozessor (Unterstützung für ältere Macintosh-Modelle mit 68000- und 68020-Prozessor entfällt erstmals)
- Mac OS 8: weitere Funktionen aus dem Projekt Copland eingeflossen, u. a. das Platinum-Design
- Mac OS 8.1: letzte Version für Macintosh-Computer mit m68k-Prozessoren; HFS+-Dateisystem eingeführt und mit Internet Explorer 3 bzw. 4 ausgeliefert
- Mac OS 8.5: optimiert für PowerPC, Sherlock als Desktop-Suche
- Mac OS 8.6: verbesserter Nanokernel für Multiprozessor-Unterstützung und eingeschränktes präemptives Multitasking für Applikationen
- Mac OS X Server 1.0 bis 1.2v3: auf Rhapsody basiertes Server-Betriebssystem für PowerPC mit dem Desktop und Platinum-Design von Mac OS 8, erste Veröffentlichung von Darwin
- Mac OS 9: Integration vieler Funktionen, die bereits für Mac OS X in Entwicklung waren (Mehrbenutzerbetrieb, Schlüsselbund, iTools)
- Mac OS X Public Beta: Beta-Version des Nachfolgers für Mac OS 8 und 9, mit der neu entwickelten Aqua-Oberfläche
- Mac OS 9.1: bessere Integration in die Classic-Umgebung von Mac OS X
- Mac OS X 10.0 (sowie die Server-Variante Mac OS X Server 10.0): finale Version des ersten Mac OS X mit Aqua-Oberfläche und Darwin, dem BSD-basierten Unix-Betriebssystem, als Unterbau, die aus NeXTSTEP bzw. OPENSTEP (mit OpenStep) und dem Rhapsody-Projekt hervorgegangen sind.
- Mac OS 9.2.2: letzte Version des nun oft als „Mac OS Classic“ bezeichneten Betriebssystems, das direkt von „System“ weiterentwickelt wurde
- Mac OS X 10.1, 10.2, Panther (10.3) und Tiger (10.4) (sowie die jeweilige Server-Variante): Weiterentwicklung des Darwin-Betriebssystems und der Aqua-Oberfläche
- Mac OS X Tiger 10.4.4/Intel: Version für Macs mit Intel-Prozessor (IA-32, Quelltext-kompatibel zur PowerPC-Version, Rosetta für PowerPC-Applikationen)
- Mac OS X Server 10.4.7 (Tiger): erste Universal-Version von Mac OS X
- Mac OS X Leopard (10.5) (sowie die Server-Variante Mac OS X Server 10.5): letzte Version für Macs mit PowerPC-Prozessor (und damit auch letzte Universal-Version), keine Classic-Umgebung mehr; erstmals zertifiziert nach Single UNIX Specification UNIX 03
- Mac OS X Snow Leopard (10.6) (sowie Server-Variante Mac OS X Server 10.6): optimiert für Intel-Prozessoren (IA-32) und letzte Version mit Rosetta für PowerPC-Applikationen, erstmals mit Mac App Store ab Version 10.6.6
- Mac OS X Lion (10.7): neues Design und erstmals über den Mac App Store vertrieben; letzte Version, die „Mac OS“ in der Schreibweise mit Leerzeichen im Namen trägt

Mit Mac OS X Lion (Version 10.7 von Mac OS X) wurde das Betriebssystem bereits als „OS X“ beworben und die Server-Version heißt bereits OS X Server 1.0 (ohne „Mac“ im Namen). Ab OS X Mountain Lion (Version 10.8) heißt das Betriebssystem offiziell „OS X“ und gibt dies bei einem Klick auf „Über diesen Mac“ an. Als Grund für das Entfernen von „Mac“ im Namen gelten die Varianten des Betriebssystems für Apple TV, iPod, iPhone und iPad neben der ursprünglichen Variante für Macintosh-Computer. Da das Betriebssystem nicht mehr nur auf Macs läuft, sollte es auch nicht mehr „Mac OS“ genannt werden. Beim Apple TV der 1. Generation wurde eine leicht modifizierte Version von Mac OS X (Tiger, Version 10.4) verwendet, bei iPod, iPhone und iPad sowie ab Apple TV der 2. Generation heißt das Betriebssystem iOS (ursprünglich iPhoneOS und iPadOS) bzw. tvOS (basiert auf iOS) und hat mit Darwin dieselbe Basis und denselben Kernel wie Mac OS X.
2016 schließlich wurde die Bezeichnung analog zu den von iOS abgeleiteten Betriebssystemen – tvOS, watchOS und iPadOS – in macOS umbenannt. „Mac OS“ (mit und ohne X) und „macOS“ werden gleich ausgesprochen, somit heißt das ursprüngliche Mac OS X abermals macOS, also wieder mit „mac“ im Namen, wenn auch in anderer Schreibweise, und erstmals ohne das X, das bei der Einführung offiziell für die Version 10 als römische Zahl stand und damit das moderne aus Rhapsody entwickelte Betriebssystem vom klassischen Mac OS (bis Version 9) eindeutig unterschied.
- macOS Sierra ist Version 10.12 des ursprünglichen „Mac OS X“
- macOS High Sierra, 10.13
- macOS Mojave, 10.14
- macOS Catalina, 10.15 und damit letzte 10er-Version des ursprünglichen „Mac OS X“ (X für Zehn)

Mit dem 2020 erschienenen macOS Big Sur erhöhte sich die Hauptversionsnummer nach rund 20 Jahren auf eine Versionsnummer größer als Zehn.
Teilweise fand bzw. findet sich „Mac OS X“ auch weiterhin im Betriebssystem zur Identifikation, etwa bei Shellskripts mit dem sw_vers-Kommando oder beim User Agent String.

## Vorgeschichte
Apple hatte im Laufe der Zeit einige Betriebssysteme für die hauseigenen Apple-Computer angeboten. Der erste Apple-Computer, der Apple I, hatte sein Betriebssystem noch fest in der Firmware verankert. Mit dem Apple II kamen ab 1977 vorwiegend textbasierte Betriebssysteme wie Apple DOS sowie bei dem kommerziell nicht erfolgreichen Apple III von 1980 dessen Weiterentwicklung Apple SOS zum Einsatz. Davon inspiriert erschien für den Apple II ProDOS, aber auch Apple CP/M lief auf dem Apple II. Mit der Apple Lisa wagte Apple den ersten kommerziellen Versuch eines Computerherstellers, einen Personal Computer (PC) mit rein grafischem Betriebssystem zu vermarkten – die von Xerox bereits in den 1970er-Jahren angebotenen Systeme mit grafischer Bedienung waren keine PCs, sondern teure Business-Systeme. Die Apple Lisa war jedoch viel zu teuer für Privatpersonen und ein kommerzieller Flop, dennoch war das Betriebssystem Lisa OS die Vorlage für das des 1984 erscheinenden Apple Macintosh, der den Apple II ablösen sollte. Es dauerte jedoch einige Jahre, bis der erfolgreiche Apple IIgs mit dem ab 1987 verfügbaren ebenfalls grafischen GS/OS vom Macintosh als erfolgreicheres Apple-Computermodell abgelöst werden konnte.
Auch Unix-Betriebssysteme gab es für Apple-Computer. Den Anfang machte Microsoft mit Xenix für Apple Lisa. 1988 erschien von Apple selbst A/UX, ein Unix System V, das auf der Oberfläche der System Software des Macintosh lief (System 6 und System 7) und somit kein eigenständiges Betriebssystem darstellt.

### Macintosh System Software (1984–1996)
Jahrelang hat Apple die Existenz des Betriebssystems absichtlich heruntergespielt, um die Macintosh-Systeme benutzerfreundlicher erscheinen zu lassen und um sich von anderen Personal Computern und deren Betriebssystemen abzugrenzen. Ein wesentlicher Teil dieser frühen Systemsoftware, namentlich der Macintosh-Baukasten (englisch Macintosh Toolbox), wurde direkt im ROM gespeichert. Diese Vorgehensweise hatte in Zeiten von teurem RAM den Vorteil, dass nicht alle Komponenten in den aktiven Arbeitsspeicher geladen werden mussten und dennoch sofort zur Verfügung standen, da die Programme im ROM jederzeit und schneller als von den damals üblichen Disketten und Festplatten abrufbar waren. Auch war so die begrenzte Speicherkapazität von Disketten (englisch Floppy Disks) nicht durch Teile des Betriebssystems belegt und konnte rein für Programme und Daten genutzt werden. Die ersten Macintosh-Computer wurden ohne Festplatte ausgeliefert.
Zum Starten war dennoch eine Systemdiskette erforderlich. (Nur der Macintosh Classic von 1991 war jemals in der Lage, gänzlich aus dem ROM zu starten.) Die Architektur der „System Software“ erlaubte ein komplett grafisches Betriebssystem ohne einen Kommandozeilen-Modus. Abstürzende Programme und sogar Hardwarefehler wie das Fehlen von Laufwerken wurden dem Benutzer grafisch über Kombinationen von Symbolen (englisch Icons), Hinweisfenstern, Knöpfen, dem Mauszeiger und der markanten Bitmap-Schrift Chicago kommuniziert.
Eine wohl nicht unbeabsichtigte Nebenerscheinung war, dass das Betriebssystem fest mit der Hardware verschmolzen war. Die „System Software“ hing von diesem Kern-System im Mainboard-ROM ab. Dieser Umstand half später sicherzustellen, dass es nur von Apple-Computern oder lizenzierten Klonen (mit den kopierrechtlich geschützten ROMs von Apple) ausgeführt werden konnte. Aktualisierungen für das Betriebssystem wurden von Apple-Händlern bis System 6 auf Disketten zum Selbstkostenpreis verteilt.
Das frühe Macintosh-Betriebssystem bestand aus zwei Teilen: dem „System“ und dem „Finder“, jedes mit eigener Versionsnummer und in Assembler sowie in Pascal programmiert.
Das klassische „System“ fällt vor allem durch das Nichtvorhandensein einer Kommandozeile auf – die Anwenderschnittstelle ist also vollständig grafisch. Berühmt für seine gute Benutzbarkeit und sein kooperatives Multitasking wurde es jedoch für das Fehlen der Unterstützung von Speicherschutz (Arbeitsspeicher) und seine Anfälligkeit für Konflikte zwischen Betriebssystemerweiterungen (zum Beispiel Gerätetreiber) kritisiert. So funktionierten manche Erweiterungen nicht zusammen oder nur, wenn sie in bestimmter Reihenfolge geladen wurden.
Beim Macintosh wurde ursprünglich das Macintosh File System (MFS) verwendet, welches keine Unterordner erlaubte und daher auch als flaches Dateisystem bezeichnet wird. Es wurde 1984 eingeführt und bereits 1985 durch das Hierarchical File System (HFS), einem (wie der Name sagt) hierarchischen Dateisystem mit echtem Verzeichnisbaum, ersetzt. Beide Dateisysteme sind zwar kompatibel, allerdings brachten die neuen HFS-Funktionen Probleme beim Datenaustausch mit anderen Nicht-Macintosh-Dateisystemen.
Mit steigender Speicherkapazität und Leistungsfähigkeit war es irgendwann nicht mehr möglich, ein modernes grafisches Betriebssystem in großen Teilen im ROM vorzuhalten bzw. auch zu aktualisieren. Ab den ersten PowerPC-G3-Systemen war daher fast das gesamte Betriebssystem auf der Festplatte abgespeichert. Auf dem physischen ROM des Mainboard verblieb nur noch ein aus lizenzrechtlichen Gründen notwendiger Teil, ohne den Mac OS weiterhin nicht funktionierte. Der Inhalt des ROM wird von System 7 und Mac OS u. a. dazu genutzt, herauszufinden, auf welchem Macintosh-Modell es läuft. Während Aktualisierungen bis System 6 kostenlos waren, wurden Versionen ab System 7 teilweise als separate, kostenpflichtige Produkte vertrieben. Diese neuen Macintosh-Computer wurden von Apple als englisch „New World“ (übersetzt: „neue Welt“) bezeichnet, während die ältere Generation, bei der noch wesentliche Teile des Systems im ROM abgespeichert waren, als englisch „Old World“ (übersetzt: „alte Welt“) bezeichnet wurden. Zudem wurde kurz darauf auf Open Firmware umgestellt und mit dem iMac (1998) erstmals die zuvor inoffiziell verwendete Bezeichnung „Mac“ auch als offizieller Produktname eingeführt.

### Betriebssystemprojekte
Das bis dahin einfach als „System“ bezeichnete Betriebssystem der Macintosh-Computer, wie es seit 1984 ständig weiterentwickelt wurde, wies einige konzeptionelle Mängel auf, die man nur durch eine Neuentwicklung beheben konnte. Das System unterstützte weder präemptives Multitasking, Mehrbenutzerbetrieb, Speicherschutz noch dynamische Speicherverwaltung und galt deshalb als instabil und technisch veraltet. Apple hatte daher im Laufe der Zeit verschiedene Projekte gestartet, um ein neues Betriebssystem, das diese Schwächen und Mängel beheben sollte, zu entwickeln.

#### Projekt Pink (1988–1995)
1988 wurde das Projekt „Pink“ in Angriff genommen. Pink hatte ein vollständig objektorientiertes Betriebssystem zum Ziel. Mitte 1991 gelang es Apple, die Firma IBM von seiner damaligen Entwicklung zu überzeugen, weshalb die gemeinsame Tochterfirma Taligent gegründet wurde, um Pink als TalOS zu vollenden. Bald merkte man aber, dass der Markt abseits von Apple kein neues Betriebssystem brauchte, weshalb Pink bzw. TalOS in die Laufzeitumgebung TalAE, Taligent Application Environment, später auch CommonPoint genannt, umgewandelt wurde. 1995 stieg Apple komplett aus der Entwicklung aus und übergab Taligent (TalAE) vollständig an IBM. Somit blieb das Problem eines veralteten Betriebssystems bei Macintosh-Computern weiterhin bestehen.

#### Projekt Star Trek (1992–1993)
Bereits 1985, nachdem Steve Jobs Apple nach einem Streit mit John Sculley verlassen hatte, gab es die Idee für ein Projekt, welches das Apple-Betriebssystem auf x86-Hardware portieren sollte. Doch erst 1992 wurde das Projekt, das den Codenamen „Star Trek“ trug, wieder aufgenommen, nachdem Novell an Apple herangetreten war, um ein konkurrenzfähiges Betriebssystem zum damals erstmals kommerziell erfolgreichen grafischen PC-Betriebssystem Windows 3.0 von Microsoft zu entwickeln.
Novell war damals mit Netware der führende Entwickler von Netzwerksystemen und -software und sah sich durch den Erfolg von Windows gefährdet. Bereits 1991 hatte Novell das von Digital Research entwickelte Betriebssystem DR DOS samt der grafische Benutzeroberfläche GEM übernommen und wollte es zu einem modernen graphischen Betriebssystem, mit GEM als Alternative zu Windows und einem mit DR DOS (später Novell DOS) mitgelieferten Netware Client, weiterentwickeln. Doch unter Digital Research war GEM schon einmal der Grund für eine Klage durch Apple gewesen, da es dem Macintosh-Betriebssystem zu ähnlich sah. Um eine Wiederholung einer solchen Klage zu vermeiden, kontaktierte man Apple, um stattdessen deren Betriebssystem auf die Intel-x86-Architektur zu portierten. John Sculley, 1991 CEO von Apple, stimmte zu. Auch Intel war daran interessiert und steuerte 486-PCs für das Entwickler-Team bei.
Ab Sommer 1992 wurde von nur 18 Entwicklern System 7 auf x86 portiert und bereits Ende Oktober stand ein voll funktionsfähiger Prototyp zur Verfügung. Bei Apple war man erstaunt das eigene Betriebssystem auf einem IBM-kompatiblen PC laufen zu sehen. Da große Teile davon in Assembler (für den in Macintosh-Rechnern verwendeten Motorola 68000) geschrieben waren, musste fast das gesamte Betriebssystem neu programmiert werden. Nur der Finder und viele Teile, die in Pascal geschrieben waren, konnten mit nur wenigen Änderungen weiterverwendet werden. Das Resultat war auf x86 Quelltext-kompatibel: Programme, die für den Macintosh (und dessen Betriebssystem „System“ auf der m68k-Architektur) geschrieben worden waren, hätten auf x86 neu kompiliert – hardwarenahe Programmierung jedoch komplett neu geschrieben werden müssen.
Bei Apple ergab sich nun einerseits die Situation, dass man auch Hardware verkaufen wollte und gerade mit IBM und Motorola eine Allianz zur PowerPC-Entwicklung gebildet hatte. Da wäre ein x86-Betriebssystem Konkurrenz aus dem eigenen Hause gewesen. Anderseits waren die PC-Hersteller nicht gewillt, einen guten Preis für das Betriebssystem zu zahlen, wenn es auf einem neuen PC vorinstalliert verkauft worden wäre. Microsoft hatte mit den Herstellern von PCs einen Vertrag abgeschlossen, bei dem mit jedem verkauften PC ein gewisser Betrag an Microsoft abzuführen war – egal, welches Betriebssystem nun vorinstalliert war. Aber auch die Software-Entwickler waren vorsichtig, da sie nicht wussten, wie viel Portierungsaufwand es bedeutet hätte, ihre Programme fit für den x86-Befehlssatz zu machen. In vielen Programmen waren Funktionen zur Beschleunigung hardwarenah in 68k-Assembler geschrieben.
Zudem gab es 1993 an der Spitze von Apple einen Wechsel und Michael Spindler wurde neuer CEO. Unter ihm wurde ein Sparprogramm realisiert und, obwohl nach dem lauffähigen Prototyp von „Star Trek“ das Team auf 50 Programmierer aufgestockt wurde, das gesamte Projekt schließlich im Juni 1993 eingestellt.

#### Projekt Raptor (1993–1994)
Im März 1988 trafen sich Apple-Manager und -Entwickler, um die Nachfolge von System 6 zu besprechen. Dabei wurden alle Ideen für die nächsten Betriebssysteme auf Karteikarten geschrieben: auf blauen Karteikarten waren Ideen, die mit dem bestehenden Betriebssystem als Weiterentwicklung realisiert werden konnten. Daraus wurde im „Project Blue“ 1991 System 7. Auf rosa Karteikarten wurden Ideen für ein neues Betriebssystem der nächsten Generation geschrieben, die neu geschrieben werden mussten. Daraus wurde im „Project Pink“ später TalAE, das aber keinen stabilen Kernel beinhaltete. Auf roten Karteikarten wurden alle Ideen geschrieben, die frühestens für die übernächste Generation als realistisch galten. Diese Ideen wurden nach dem Ende von „Star Trek“ im Projekt „Raptor“ – dem eigentlichen „Project Red“ – wieder aufgegriffen.
„Raptor“ wurde jedoch bereits nach einem Jahr gestoppt, da Apple sowohl die finanziellen als auch die personellen Ressourcen fehlten.

#### Projekt Copland (1994–1997)
Copland war der Projektname für ein von Grund auf neugeschriebenes Betriebssystem der Firma Apple, das die Nachfolge von System 7 antreten sollte; stattdessen wurde Letzteres zu Mac OS 8 weiterentwickelt. Namensgeber für das Projekt war der zeitgenössische Komponist Aaron Copland. Apple plante, im Jahr 1994 die ersten PowerPC basierten Macintosh-Computer mit dem Betriebssystem Copland auszurüsten. Das Ziel war ein System, das auf einem Microkernel (von Apple gerne als Nanokernel bezeichnet) aufbaut und endlich präemptives Multitasking und Speicherschutz beherrscht. Das ganze System sollte mehrbenutzerfähig sein und anders als System 7 nativ auf dem PowerPC-Prozessor arbeiten.
Copland wurde im März 1994 gestartet. Zunächst war ein Veröffentlichungsdatum Ende 1995 geplant, das später auf Mitte 1996 und Ende 1997 verschoben wurde. Im November 1995 wurde eine Betaversion für Softwareentwickler veröffentlicht. Die Copland-Entwicklung, an der etwa 500 Entwickler arbeiteten und die insgesamt über 250 Mio. Dollar kostete, war zu diesem Zeitpunkt aber noch nicht fertig und hoffnungslos im Verzug. Apple musste die Macintosh-Benutzer und die Entwickler mit dem gealterten System 7 vertrösten. Gleichzeitig feierte Microsoft mit Windows 95 große Erfolge, und die ersten ernst zu nehmenden Linux-Distributionen tauchten auf dem Markt auf. Inspiriert von Microsofts Verschmelzung von MS-DOS und Windows 3.11 zu Windows 95, die nicht einmal ein Jahr Entwicklungszeit in Anspruch genommen hatte, beschloss man bei Apple im Jahr 1997, Copland zu stoppen und so viele Funktionen davon wie möglich in ein überarbeitetes System 7 zu integrieren. Die ersten Neuerungen aus dem Copland-Projekt flossen schon in Version 7.6 von Mac OS ein. In Mac OS 8.0 wurden zahlreiche weitere integriert.

#### MkLinux (1996–1999)
Das Research Institute der Open Software Foundation (OSF) erstellte einen Mach-3.0-Microkernel auf Basis von Linux für die Intel-486-Architektur. Weil Apple immer noch ein modernes Betriebssystem fehlte, sponserte der Konzern die Entwicklung und portierte MkLinux auch auf die Power-Macintosh-Plattform. Im Mai 1996 veröffentlichte Apple „MkLinux Developer Release 1“ für den Power Macintosh. Erst 1999 zog sich Apple aus der MkLinux-Entwicklung wieder zurück.
Bei der Entwicklung von Rhapsody und daraus wiederum schließlich Mac OS X (siehe Abschnitt „Entwicklung von Mac OS X“) wurde der vorhandene Mach-2.5-Kernel von OPENSTEP ebenfalls auf Mach 3 aktualisiert – und dabei mit Teilen des Mach 3 aus MkLinux verbessert. So war MkLinux eine nicht unwesentliche Vorarbeit für die Modernisierung von OPENSTEP und damit der Entstehung von Mac OS X.

#### Projekt Gershwin (1997)
Nachdem Copland eingestellt worden war, wurde bei Apple das Betriebssystemprojekt „Gershwin“ gestartet. Es sollte das, was bei Copland schiefgelaufen war, im Rahmen einer Neuentwicklung korrigieren. Allerdings war Gershwin nichts weiter als ein Projektname und eine Idee, denn es kam zu keiner realen Entwicklung.
In der Retrospektive jedoch kann Copland als die Idee zu Mac OS 8 und Gershwin als die Idee zu Mac OS 9 betrachtet werden, da einige der angedachten Funktionen in die realen Betriebssysteme mit diesen Bezeichnungen Eingang gefunden haben.

### Macintosh-Klone (1994–1996)
Im Dezember 1994 wurde durch den damaligen CEO Michael Spindler ein Markt für autorisierte Macintosh-Klone geöffnet. Der Vertrag sah vor, dass andere Hersteller Macintosh-kompatible Computer verkaufen durften, auf denen System 7 lauffähig war. Die Hoffnung war, dass durch den Verkauf von preiswerteren „Mac Clones“ die Verkaufszahlen insgesamt weiter ansteigen würden. Per Vertrag hatte Apple mit jedem verkauften Klon pauschal 50 US-Dollar mitverdient. Die Rechnung ging jedoch nicht auf, da einerseits 1995 das nunmehr konkurrenzfähige PC-Betriebssystem Windows 95 auf den Markt kam – und Apple mit System 7 nicht mehr die alleinige einfach zu bedienende grafische Benutzeroberfläche anbot – und andererseits die Klone im eigenen Markt für geringere Absatzzahlen sorgten. Wurden 1995 noch 4,5 Millionen Macs verkauft, so waren es 1996 nur noch 4 Millionen und 1997 nur noch 2,8 Millionen.
Im Januar 1997 wurde NeXT von Apple übernommen und Steve Jobs als Interims-CEO eingesetzt. Eine seiner ersten Tätigkeiten war es das Klon-Programm zu beenden. Da Apple die Kontrolle über das Betriebssystem hatte, wurde es ab Version 7.6 in Mac OS 7.6 umbenannt und es wurde versucht, die Klone auf das Niedrigpreissegment unter 1.000 US-Dollar zu beschränken und die Lizenzkosten pro verkauftem PC zu erhöhen. Als die Macintosh-Klon-Hersteller die neuen Bedingungen nicht akzeptierten, wurde das geplante Mac OS 7.7 kurzerhand als Mac OS 8.0 herausgebracht. Das beendete schlagartig den Markt für Macintosh-Klone, da der Vertrag spezifisch „System 7“ lizenzierte (inklusive Mac OS in Version 7, also auch Mac OS 7.6).

### MacOS (1997–2001)
Der Grund, warum der Nachfolger von System 7.5.5 in „Mac OS 7.6“ umbenannt wurde, sind die Macintosh-Klone und die sich ab Ende 1996 abzeichnende geänderte Strategie bei Apple: die Benutzer sollten das System mehr als bisher mit Apple in Zusammenhang bringen – auch wenn sie einen Klon eines anderen Herstellers nutzten. Der Vertrag mit den Macintosh-Klon-Herstellern ist auch der Grund warum Mac OS 8.0 so früh auf den Markt kam. Tatsächlich ist Mac OS eine weitere Version von „System“, „System Software“ oder „Macintosh System Software“ – ab Version 7.6 jedoch mit Entwicklungen aus dem nie fertig gestellten Betriebssystem Copland, die nach dessen Ende in das bestehende „System“ integriert wurden.
Da Apple bereits an dem Nachfolgebetriebssystem arbeitete, wurde die Überführung von Copland-Technologie in den Versionen 8.0 bis 9.2.2 konsequent weiter fortgeführt. Diese und die Portierung von Neuentwicklungen (wie CarbonLib und die bessere Integration in die Classic-Umgebung) bereiteten den Weg für Apples nächste Betriebssystem-Inkarnation, die ebenfalls den Namen „Mac OS“ tragen sollte: Mac OS X.

## Zukauf eines Nachfolge-Betriebssystems
Bei Apple waren die Verkaufszahlen bis Ende 1996 weiterhin rückläufig. Branchenkennern war klar, dass Apple wenig Zeit hatte, da System 7 hoffnungslos veraltet war und der PC mit Windows 95 technisch überlegen und kommerziell erfolgreicher war.
Nachdem es Apple nicht geschafft hatte, sein veraltetes Betriebssystem durch eine eigene Neuentwicklung zu ersetzen, suchte das Management fieberhaft nach einer modernen Alternative, die man entweder lizenzieren oder zukaufen wollte. So wurde neben BeOS, das bald zum Favoriten werden sollte, auch über Windows NT 4.0 nachgedacht. Sogar über die Wiederbelebung von TalOS (Projekt Pink) wurde nachgedacht. Parallel dazu wurde den Programmierern der Auftrag erteilt, so viele Funktionen des gescheiterten Betriebssystems Copland wie möglich in Mac OS zu überführen.

### BeOS
Die Be Incorporated war eigentlich als Hersteller von Hardware aufgetreten und hatte das Betriebssystem zusammen mit den als BeBox bezeichneten Personalcomputern mit PowerPC-Architektur verkauft. Doch der eigentliche Wert der Firma waren nicht die BeBoxen, sondern das Betriebssystem: BeOS lief bereits auf den Power Macs von Apple und bot all das, was Apple mit Copland hatte erreichen wollen; es war technisch auf dem Stand der Zeit und bereits voll funktionsfähig.
Als Apple mit der Be Inc. über den Kauf von BeOS in Verhandlung trat, war sich Jean-Louis Gassée, damals CEO von Be, sehr sicher, dass Apple – wirtschaftlich mit dem Rücken zur Wand stehend – keine andere Möglichkeit haben werde als BeOS zu kaufen. Er trieb den Preis daher in die Höhe, weil er etwas hatte, was Apple dringend brauchte.
Für Apple war BeOS jedoch nicht vollständig; schon alleine deshalb, weil es keine Kompatibilität zu bestehenden Macintosh-Anwendungen gab. Ein Resultat der Bemühungen, diese Kompatibilität herzustellen, ist SheepShaver: eine Virtualisierungsumgebung bzw. ein PowerPC-Emulator für BeOS, der es ermöglichte, das klassische System ab 7.5.2 auf BeOS zu virtualisieren bzw. auf Nicht-PowerPC-Architekturen zu emulieren und bestehende Anwendungen somit weiter verwenden zu können.
Letztlich konnte man sich nicht über den Preis für BeOS einigen. Apple suchte nach neuen Optionen und fand diese im Apple-Mitgründer Steve Jobs und dessen neuer Firma NeXT. Die Be Inc. ging leer aus und wurde schließlich aufgelöst, ihr geistiges Eigentum ging an die Palm Inc. über, die mittlerweile selbst aufgekauft und aufgelöst wurde.

### OPENSTEP

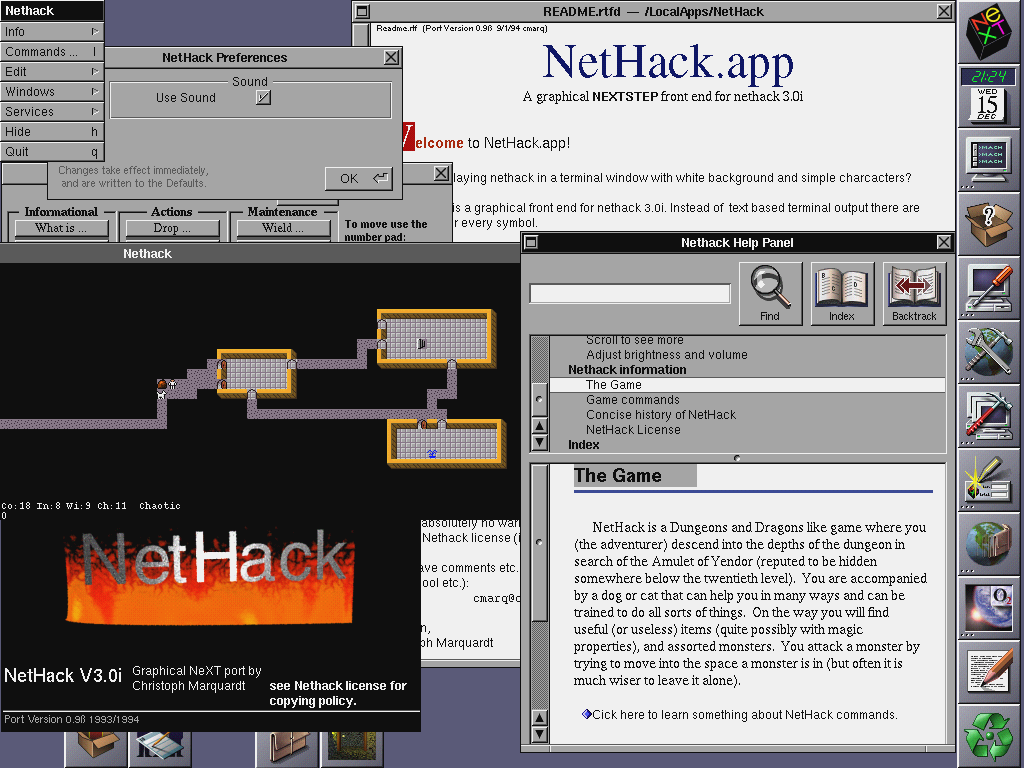
NeXTSTEP-Screenshot

NeXT, die von Steve Jobs gegründete Computer- und Software-Firma, hatte ein funktionierendes modernes Betriebssystem und verkaufte es anfangs zusammen mit Hardware, später als reines Software-Produkt einzeln, war jedoch auf dem Markt nicht erfolgreich. Apple auf der anderen Seite hatte einen treuen Kundenstock, aber kein modernes Betriebssystem. Nachdem Steve Jobs mit Gil Amelio telefoniert und ihm von BeOS abgeraten haben soll, einigten sich beide Firmen auf eine Übernahme von NeXT durch Apple. Im Dezember 1996 wurde diese angekündigt und Anfang 1997 vollzogen. Steve Jobs selbst wurde zuerst Berater von Gil Amelio, kurz darauf schließlich interimsmäßiger CEO von Apple.
Neben vom neuen CEO eingeläuteten überarbeiteten Computer-Designs wie den iMacs (1998) und den iBooks (1999) wurde sofort an einer Überführung des Betriebssystems von NeXT, dem ab Version 4 1996 in OPENSTEP umbenannten ursprünglichen NeXTStep, in den Mac-OS-Nachfolger gearbeitet.

## Entwicklung von Mac OSX

### Rhapsody (1997–2000)
Unter dem Projektnamen „Rhapsody“ wurde das Betriebssystem OPENSTEP, das bis Version 3.3 von 1995 noch NeXTStep hieß, weiterentwickelt. Mit OPENSTEP erhielt Apple den lange ersehnten stabilen Mach-Kernel und konnte so einige der im Copland-Projekt angestrebten Ziele auf Basis von Rhapsody verwirklichen.
Beim Erscheinen von Mac OS 8 wurde bereits an Rhapsody gearbeitet. Das neue auf BSD basierende Betriebssystem musste zunächst auf die PowerPC-Architektur des Macintosh portiert werden. Ursprünglich sollte es die NeXTStep-typische Optik beibehalten, erhielt dann aber das Aussehen von Mac OS 8 im Platinum-Design.
Apple hatte großes vor mit Rhapsody: Bereits im Januar 1997 kündigte Apple das kommende Betriebssystem als den Nachfolger von Mac OS 7.6 an und ging davon aus, dass Anwender von Mac OS direkt auf Rhapsody migrieren würden. Im Mai 1997 wandte sich Apple an Entwickler: Software, die für Rhapsody programmiert werde, lasse sich problemlos für weitere Betriebssysteme kompilieren, wenn das zugrundeliegende OPENSTEP-kompatible Framework „Yellow Box“ installiert sei.
Yellow Box war jene Programmierschnittstelle (API), die von OPENSTEP übernommen wurde und aus NeXTstep gemeinsam mit Sun Microsystems als OpenStep weiterentwickelt worden war. Mit GNUstep gab es bereits eine Implementierung der OpenStep-Schnittstelle für Linux, während Sun OpenStep auf Solaris portiert hatte. Da Sun jedoch mit Java eine eigene plattformübergreifende Schnittstelle entwickelt hatte, war das Ende von OpenStep auf Solaris absehbar. Da NeXT selbst OpenStep zudem bereits auf Windows portiert hatte, wurde während der Rhapsody-Entwicklung auch Yellow Box in einer Windows-Version an Entwickler abgegeben, die ihre Programme damit für Rhapsody und für Windows gleichermaßen entwickeln konnten.
Rhapsody als Betriebssystem sollte sowohl für die Apple-eigenen PowerPC-basierten Rechner als auch für Intel-PCs erscheinen. Weil native Applikationen erst programmiert werden mussten, beinhaltete Rhapsody einerseits bereits aus OPENSTEP bekannte Programme, andererseits wurde in der PowerPC-Variante eine als Blue Box bezeichnete Virtuelle Maschine mitgeliefert, die für ein virtualisiert laufendes Mac OS 8 für bereits existierende Macintosh-Applikationen gedacht war. Auf der Intel-Version fehlte die Blue Box.
1998 schließlich stand diese offene Multiplattform-Strategie vor dem Ende. Apple musste die realen Tatsachen darüber akzeptieren, dass das angekündigte Betriebssystem in dieser Form am Markt nicht angenommen wurde. Zum einen beinhaltete das Yellow-Box-API das von OpenStep übernommene Display Postscript, das von Adobe lizenziert werden musste. Die Kosten von mehreren Tausend Dollar pro Lizenz standen einer kostengünstigen Multiplattform-API, die Yellow Box sein sollte, entgegen. Zum anderen waren die Hersteller von für den Macintosh geschriebener Software nicht bereit ihre Programme für Rhapsody komplett neu zu programmieren. Von der Macintosh-API auf die Yellow-Box-API zu wechseln kam einem radikalen Systemwechsel gleich, für den große Teile des vorhandenen Quelltextes hätten neu geschrieben werden müssen. Aus dieser Sicht war Rhapsody eigentlich ein weiteres NeXTStep bzw. OPENSTEP, das lediglich das Aussehen und den Desktop mit Mac OS gemein hatte. Und zum Dritten gab es keinen realen Markt für das Rhapsody-Betriebssystem auf PCs, da aus gutem Grund fast alle neu verkauften PCs mit einem Windows-Betriebssystem ausgeliefert wurden. Durch die Verträge von Microsoft waren PC-Verkäufer daran gebunden mit jedem verkauften PC Lizenzkosten an Microsoft zu zahlen – also auch dann, wenn ein anderes Betriebssystem, z. B. Rhapsody, vorinstalliert verkauft worden wäre. Rhapsody wurde zwar als „Rhapsody 1.0“ für die Prozessorarchitekturen PowerPC und Intel fertiggestellt, die Veröffentlichung aber buchstäblich im letzten Moment abgesagt.
Apple gab damit dem Druck der Dritthersteller nach, eine für Mac-OS-Anwendungen kompatible Programmierschnittstelle auch für das kommende Betriebssystem zu schaffen. Als Konsequenz wurde der Produktname „Rhapsody“ wie auch die Yellow Box für weitere Plattformen verworfen. Steve Jobs verkündete auf der MacWorld am 8. Juli 1998, dass Rhapsody als Mac OS X Server 1.0 exklusiv für den Power Macintosh herausgegeben werde – und als reines Serverbetriebssystem.
Weil Apple somit 1998 immer noch kein fertiges modernes Desktop-Betriebssystem anbieten konnte, wurden alle bestehenden Entwicklungen und Technologien so gut wie möglich in das bereits vorhandene klassische Mac-OS-Betriebssystem integriert. Zur Überbrückung der Zeit bis zur Fertigstellung des Nachfolgebetriebssystems Mac OS X – „Mac OS Version 10“ – wurde somit weiter am klassischen Mac OS gefeilt, aber auch vorbereitend neue Entwicklungen eingearbeitet. So wurde u. a. für Mac OS ab Version 8.1 die CarbonLib verfügbar gemacht, ab Mac OS 8.5 das „alte“ Betriebssystem mit Teilen des Copland-Kernels verbessert und in Mac OS 9 war der aus OPENSTEP bekannte Schlüsselbund integriert. Sherlock führt die für Copland entwickelte Suchfunktion in Mac OS 8.5 ein, später auch in Mac OS X 10.2. (Unter Mac OS X Tiger ersetzte Spotlight die Suchfunktion mit Sherlock.)
Währenddessen wurde auf Hochtouren an Mac OS X gearbeitet.

### Mac OSX (2000–2012)
Die Entwicklung von Mac OS X ergab sich als Folge des Scheiterns von Rhapsody und begann 1998. Der Name für das neue Betriebssystem verdeutlicht, dass es sich um ein Mac OS handelt.
Rhapsody bot mit der Blue Box zwar eine Möglichkeit, existierende Mac-OS-Anwendungen auch auf dem neuen Betriebssystem zu verwenden, doch profitierten diese nicht von den Vorteilen des modernen Kernels (Speicherschutz, präemptives Multitasking), da sie ja in Wirklichkeit auf einem virtualisierten klassischen Mac OS liefen. Da eine Portierung der bestehenden Programme auf die Yellow Box zu viel Aufwand bedeutet hätte, musste Apple notgedrungen die Macintosh-Programmierschnittstelle auf Mac OS X portieren: diese wurde Carbon genannt und beinhaltete all jene Macintosh-API-Aufrufe, die Speicherschutz und preämptivem Multitasking nicht im Weg standen. Durch Carbon mussten existierende Anwendungen nur geringfügig modifiziert werden, um vom modernen Kernel von Rhapsody, der in XNU umbenannt wurde, profitieren zu können. Der Portierungsaufwand existierender Macintosh-Applikationen hielt sich dadurch in Grenzen und ermöglichte zudem auch Apple selbst, bestehenden Programme in Mac OS X zu integrieren. So waren QuickTime und der Finder auch auf Mac OS X Carbon-Programme, während Neuentwicklungen wie iTunes und Safari in dem von Yellow Box in Cocoa umbenannten neuen API geschrieben wurden.
Damit an das Carbon-API angepasste Programme nicht nur auf Mac OS X liefen, wurde Carbon auch auf Mac OS 8.1 in Form der CarbonLib portiert, sodass die neue Schnittstelle (die sich in Details von der Macintosh-API unterschied) auch für klassische Mac-OS-Anwendungen verwendet werden konnte. Anwendungen, die sowohl auf Mac OS X als auch auf klassischem Mac OS mit CarbonLib liefen, wurden „carbonized applications“, was übersetzt in etwa „carbonisierte Anwendungen“ heißt, genannt. CarbonLib setzte jedoch einen PowerPC-Prozessor voraus, wie auch Mac OS selbst ab Version 8.5. Anwendungen für den 68k-Prozessor sind auf das klassische Macintosh-API angewiesen und laufen weiterhin auf Mac OS bis zur letzten Version 9.2.2 in einer transparenten Emulation.
Das X im Namen von Mac OS X zeigte sowohl – als römische Zahl für 10 – die Nachfolge auf Mac OS 9 und die Kompatibilität dazu auf, als auch den neuartigen unixoiden Charakter der neuen Betriebssystem-Generation („Unix“). Mit der Developer Preview 3 (Januar 2000) wurde Aqua, einer auf Ideen von OPENSTEP basierenden neu geschriebenen grafischen Benutzeroberfläche, eingeführt. Damit entstand ein unverkennbares, eigenständiges Look and Feel, das Mac OS X bis heute prägt. In diesem Zuge wurde das teure Display Postscript durch das freie Display PDF ersetzt.
Der Kernel von Mac OS X ist XNU, was einerseits auf Unix anspielt („X is Not Unix“), andererseits als „Mac OS X NuKernel“ interpretiert werden kann – denn Apple hatte ja mit dem NuKernel im Projekt Copland versucht, selbst einen Mach-3-basierten modernen Microkernel zu entwickeln. XNU war nun ein stabiler Microkernel, basierte unter OPENSTEP jedoch noch auf Mach 2.5. Während der Rhapsody-Entwicklung wurde für den Kernel das Mach-3-Konzept, jedoch nicht vollständig, übernommen, was XNU zu einem Hybrid-Kernel auf Basis des FreeBSD-Kernels macht. Zudem wurde das Userland von 4.3BSD-Reno unter OPENSTEP auf 4.4BSD-Lite unter Rhapsody aktualisiert. Für Mac OS X ist zu Entwicklungsbeginn, da es direkt auf Rhapsody basiert, der einzige Unterschied, dass der Kernel den Namen XNU erhalten hat und mit Carbon ein Macintosh-API enthalten ist.
Erstmals veröffentlichte Apple den Teil, der quelloffen ist, als eigenes Projekt unter dem Namen Darwin. Die Hoffnung war, dass sich unabhängige und freie Entwickler finden würden, die an der Basis des Betriebssystems mitarbeiten würden, wovon letztlich auch Mac OS X profitieren würde. Als Distribution wurden jedoch nur einige der frühen Darwin-Versionen veröffentlicht, die man noch dazu meist unter Mac OS installieren musste und die es von Apple nur für den PowerPC gab. Darwin ist jedoch der Kern für Mac OS X und das darauf basierende iOS geblieben.
Auch die Blue Box wurde weiterentwickelt und als Classic-Umgebung in Mac OS X integriert. Allerdings wurde kein dazu notwendiges Mac-OS-Betriebssystem beigelegt, sodass ein bereits vorhandenes (vorinstalliertes) verwendet oder ein separat zu erwerbendes Mac OS 9 installiert werden muss, um die Classic-Umgebung nutzen zu können.
Am 13. September 2000 veröffentlichte Apple die Public Beta von Mac OS X, das nun die Versionsnummer 10.0 erhielt. Dies sollte die Nachfolge für Mac OS 9 verdeutlichen. Am 24. März 2001 erschien schließlich die finale Version als Mac OS X 10.0, Codename „Cheetah.“
Ende 2000 wurden erste Power Macs mit vorinstalliertem Mac OS 9 und Mac OS X 10.0 ausgeliefert, Mac OS 9 allerdings blieb das Standard-Betriebssystem. Ab 2001, mit Mac OS X 10.0.3, war Mac OS X das Standardsystem. Ein mitgeliefertes Mac OS 9.1 oder 9.2 konnte durch den Benutzer nachinstalliert werden. Die letzte Version des klassischen Mac OS war Version 9.2.2.
Die Classic-Umgebung ist bis Mac OS X Tiger (10.4, 2005; 10.4.11 ist Ende 2007 die letzte Aktualisierung) enthalten. Im Unterschied zur Blue Box sind die Fenster der unter diesem System laufenden „klassischen“ Mac-OS-Programme frei verschiebbar, der Schreibtischhintergrund des Mac OS ist dabei ausgeblendet. Diese Kompatibilitätsumgebung ermöglicht auch die Ausführung von 68k-Programmen, weil diese Möglichkeit als transparente Emulation in Mac OS für PowerPC enthalten ist und auch in der Virtualisierung funktioniert. Die Classic-Umgebung war ausschließlich auf PowerPC-basierten Macs nutzbar und wurde mit Mac OS X Leopard (10.5, 2007) eingestellt.
Ebenfalls seit Leopard ist Mac OS X UNIX zertifiziert.

### OS X (2012–2016) und macOS (ab 2016)

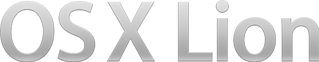
OS X

macOS

Mit Lion (10.7; ab 2011) wurde im Oktober 2012 die letzte Version (10.7.5) der neuen Betriebssystemgeneration mit „Mac OS“ in der ursprünglichen Schreibweise im vollen Namen veröffentlicht. Beworben wurde dieses bereits als „OS X Lion“. Sein Nachfolger Mountain Lion (10.8; ab Juli 2012) hieß dann offiziell „OS X“ – das „Mac“ im Namen wurde weggelassen.
Mac OS X bildet ab Version 10.4 (Tiger, 2005) die Grundlage für Apples ab 2006 entstandenes Apple TV und die Mobilsysteme iPhone sowie iPod, iPad und Apple Watch: tvOS (ab 2006), iOS und iPadOS (ab 2007 bzw. 2019) und watchOS (ab 2014). Konform zu deren Bezeichnungen heißt das Betriebssystem für Computer seit 2016 ab Version 10.12 „macOS.“
Mit macOS Catalina (Version 10.15) erschien 2019 die letzte 10er-Version des ursprünglich mit Mac OS X eingeführten „Mac OS 10“. Als reines 64-Bit-System enthält es die 32-Bit-Programmbibliothek Carbon nicht mehr und weist somit keine direkten Verbindungen mehr zum klassischen Mac OS auf. Seit macOS Big Sur, dem Nachfolger von Catalina, werden mit jeder neuen Version die Hauptversionsnummern jeweils um Eins erhöht.